# Novoozerne
Novoozerne (în ucraineană Новоозерне) este o așezare de tip urban din orașul regional Ievpatoria, Republica Autonomă Crimeea, Ucraina. În afara localității principale, nu cuprinde și alte sate.

## Demografie
Componența lingvistică a așezării de tip urban Novoozerne
     Rusă (80,99%)
     Ucraineană (17,99%)
     Alte limbi (0,61%)
Conform recensământului din 2001, majoritatea populației așezării de tip urban Novoozerne era vorbitoare de rusă (80,99%), existând în minoritate și vorbitori de ucraineană (17,99%).